# Golden Harvest
Golden Harvest (chinois : 嘉禾娛樂有限公司) est une société de production et de distribution de films basée à Hong Kong. Elle joua un rôle majeur en devenant la première compagnie cinématographique asiatique à pénétrer le marché occidental grâce à deux de ses acteurs, Bruce Lee et Jackie Chan. Dans le même temps, elle domina le box office hongkongais entre les années 1970 et 1980.

## Histoire
La compagnie a été fondée en 1970 par Raymond Chow, Leonard Ho (deux anciens membres de la direction des studios Shaw Brothers) et Leung Fung.
Après des débuts difficiles, elle obtient ses premiers succès en 1971 avec les films de Bruce Lee, puis, après la mort de ce dernier, avec ceux de Michael Hui à partir de 1974.
Raymond Chow voulait Bruce Lee dans son film dû au fait qu’il était devenu populaire en Chine avec son interprétation de son personnage Kato. Chow s’est mis en contact avec Bruce Lee pour lui offrir un rôle dans le film qui allait être le premier grand succès pour Golden Harvest.
Bruce Lee accepta de jouer dans The Big Boss et il partit rejoindre Chow en Chine. C’est en 1971 que le film a été projeté en salle de cinéma et devint un succès battant un record au box-office chinois. Le film rapporta environ 3.5 millions dans l’espace de trois semaines. Bruce accepta par la suite de travailler pour les productions Golden Harvest à la condition de participer à l’écriture du scénario pour le deuxième film dans lequel il fut encore la vedette. Il est aussi le coproducteur pour le film La Fureur de vaincre, qui a obtenu un plus grand succès que le film The Big Boss. Les cinémas ont dû arrêter de vendre des billets pour le film, car il y avait trop de gens dans les salles de cinéma et il manquait de places pour les y accueillir. Golden Harvest a laissé le pouvoir absolu à Bruce Lee pour le troisième film, La Fureur du dragon, car il était évident que le nouveau film allait surpasser le record du deuxième. C’est le film qui débuta la carrière d'acteur de Chuck Norris au grand écran. Le combat entre les deux maîtres d’arts martiaux, Lee et Norris, est encore reconnu comme l’une des plus belles scènes de combat jamais réalisée pour un film d’action chinois.
C’était l’âge d’or pour Golden Harvest et le début de leur grand succès dans le domaine du cinéma hongkongais.
Golden Harvest a cessé de produire des films en 2003.

## Stratégie industrielle
Rompant avec les pratiques de la Shaw Brothers fondées sur le modèle du studio system (techniciens et acteurs sous contrat de longue durée), Chow adopte un système plus souple sans la masse de salariés de son concurrent, une équipe ad hoc étant constituée pour chaque film, souvent en coproduction avec un artiste et son équipe (Michael Hui, etc.) ; il évite aussi la construction de décors en dur devant être réutilisés pour assurer leur rentabilité. N'ayant pas à fournir la grande majorité de la programmation d'un réseau de distribution comme la Shaw (qui est obligée de produire au moins une trentaine de films par an), il peut ainsi éviter le « tournage à la chaîne » et se concentrer sur une dizaine de productions seulement par an.

## Films produits

### De 1971 à 1975
- 1971 : The Fast Sword
- 1971 : The Angry River
- 1971 : The Blade Spares None
- 1971 : The Big Boss
- 1971 : Les 8 Invincibles du kung fu (The Invincible Eight)
- 1971 : The Chase (film, 1971)
- 1971 : The Comet Strikes
- 1972 : The Invincible Sword
- 1972 : The Hurricane (film, 1972)
- 1972 : La Fureur du dragon (The Way of the Dragon)
- 1972 : One-Armed Boxer
- 1972 : Dynamique Dragon contre boxeurs chinois (Hap Ki Do)
- 1972 : La Déchaînée de Shanghai (Lady Whirlwind)
- 1972 : La Fureur de vaincre (Fist of Fury)
- 1972 : Bandits from Shantung
- 1973 : A Man Called Tiger
- 1973 : Springtime in Pattaya
- 1973 : The Devil's Treasure
- 1973 : L'Auberge du printemps (The Fate of Lee Khan)
- 1973 : Bruce Lee, the Man and the Legend
- 1973 : Beach of the War Gods
- 1973 : Opération Dragon (Enter the Dragon)
- 1973 : None But the Brave
- 1973 : Thunderbolt
- 1973 : Stormy Sun
- 1973 : Seaman No. 7
- 1973 : Le Tigre noir du karaté (When Taekwondo Strikes)
- 1973 : Back Alley Princess
- 1973 : The Queen Bee
- 1973 : The Tattooed Dragon
- 1974 : Whiplash
- 1974 : Games Gamblers Play
- 1974 : Supremo
- 1974 : The Tournament
- 1974 : Chinatown Capers
- 1974 : Yellow Faced Tiger
- 1974 : The Manchu Boxer
- 1974 : Stoner se déchaîne (Stoner)
- 1974 : The Skyhawk
- 1974 : Naughty! Naughty!
- 1975 : The Association
- 1975 : No End of Surprises
- 1975 : The Seven Coffins
- 1975 : The Young Dragons
- 1975 : The Dragon Tamers
- 1975 : The Last Message
- 1975 : All in the Family
- 1975 : L'Homme de Hong Kong (The Man from Hong Kong)
- 1975 : The Bedevilled
- 1975 : My Wacky, Wacky World

### De 1976 à 1980
- 1976 : The Private Eyes
- 1976 : Elmo Takes a Bride
- 1976 : A Queen's Ransom
- 1976 : Gonna Get You
- 1976 : The Double Crossers
- 1976 : The Lucky Bumpkin
- 1976 : Chelsia My Love
- 1976 : The Himalayan
- 1976 : Tiger of Northland
- 1976 : Princesse Chang Ping
- 1976 : Shing, le fantastique Mandchou (The Hand of Death)
- 1977 : Rainbow in My Heart
- 1977 : Le Moine d'Acier (The Iron Fisted Monk)
- 1977 : Les As de la cambriole
- 1977 : The Lady Killer
- 1977 : The Shaolin Plot
- 1977 : Broken Oath
- 1977 : One Arm Chivalry Fights Against One Arm Chivalry
- 1977 : Ironside 426
- 1978 : Warriors Two
- 1978 : Naked Comes the Huntress
- 1978 : Hello, Late Homecomers
- 1978 : The Amsterdam Kill
- 1978 : Making It
- 1978 : Follow the Star
- 1978 : Mr. Big
- 1978 : The Contract
- 1978 : The Game of Death
- 1979 : Payoff
- 1979 : The Hellfire Angel
- 1979 : Le Maître intrépide
- 1979 : The Magnificent Butcher
- 1979 : Itchy Fingers
- 1979 : Last Hurrah for Chivalry
- 1979 : Vice Squad 633
- 1979 : Murder Most Foul
- 1980 : The Happenings
- 1980 : The Young Master (La Danse du lion)
- 1980 : The Big Brawl
- 1980 : The Sword
- 1980 : The Cheeky Chap

### De 1981 à 1985
- 1981 : Tower of Death
- 1981 : Tigre blanc (film)
- 1981 : Security Unlimited
- 1981 : Hired Guns (film, 1981)
- 1981 : Super Fool!
- 1981 : L'Équipée du Cannonball (The Cannonball Run)
- 1981 : The Phantom Killer
- 1982 : To Hell with the Devil
- 1982 : Dragon Lord
- 1982 : Breaking Through the Black Whirl
- 1982 : Missiles Over Falklands
- 1983 : Home at Hong Kong
- 1983 : The Trail (film, 1983)
- 1984 : Cannonball 2 (Cannonball Run 2)
- 1984 : Soif de justice (Wheels on Meals)
- 1985 : Police Story

### De 1986 à 1991
- 1986 : Goodbye Mammie
- 1986 : Nepal Affair
- 1986 : Inspector Chocolate
- 1986 : Righting Wrongs
- 1986 : A Hearty Response
- 1986 : My Heavenly Lover
- 1987 : That Enchanting Night
- 1987 : Born to Gamble
- 1987 : Long Arm of the Law II
- 1988 : Three Against the World
- 1988 : Picture of a Nymph
- 1988 : Surrogate Women II
- 1988 : Profiles of Pleasure
- 1988 : Flirting
- 1988 : The Inspector Wears Skirts
- 1988 : Painted Faces
- 1988 : Chaos by Design
- 1988 : Police Story 2
- 1988 : Dragons Forever
- 1988 : Love Me and Dad
- 1988 : Strawman
- 1988 : The Greatest Lover
- 1988 : Rouge
- 1988 : Her Vengeance
- 1988 : Paper Marriage
- 1988 : Moon, Star, Sun
- 1988 : Cherry Blossoms
- 1988 : Osmanthus Alley
- 1988 : Midnight Whispers
- 1988 : Couples, Couples, Couples
- 1989 : Forever Young
- 1989 : What a Small World
- 1989 : The Bachelor's Swan Song
- 1989 : Lost Souls
- 1989 : The Peacock King
- 1989 : Killing Angels
- 1989 : Spring Swallow
- 1989 : The Iceman Cometh
- 1990 : She Shoots Straight
- 1990 : Saga of the Phoenix
- 1990 : Fatal Vacation
- 1990 : Brief Encounter in Shinjuku
- 1990 : To Spy with Love!!
- 1990 : All for the Winner
- 1990 : Jail House Eros
- 1990 : Shanghai Shanghai
- 1991 : Alien Wife
- 1991 : The Top Bet
- 1991 : Armour of God II - Operation Condor
- 1991 : Fruit Punch
- 1991 : To Be Number One
- 1991 : Au Revoir, Mon Amour
- 1991 : Dances with Dragon
- 1991 : Crazy Safari
- 1991 : Touch and Go
- 1991 : The Blue Jean Monster
- 1991 : Casino Raiders 2
- 1991 : Lee Rock 2
- 1991 : Her Fatal Ways 2
- 1991 : Erotic Ghost Story 2
- 1991 : Sex and Zen
- 1991 : Lee Rock
- 1991 : Queen of Underworld
- 1991 : Bury Me High
- 1991 : Liu Jai Home for the Intimate Ghosts
- 1991 : Angry Ranger
- 1991 : Zodiac Killers
- 1991 : Hidden Desire
- 1991 : Money Maker
- 1991 : Inspector Pink Dragon
- 1991 : You Bet Your Life
- 1991 : Robotrix
- 1991 : Il était une fois en Chine